# Campus Bockenheim

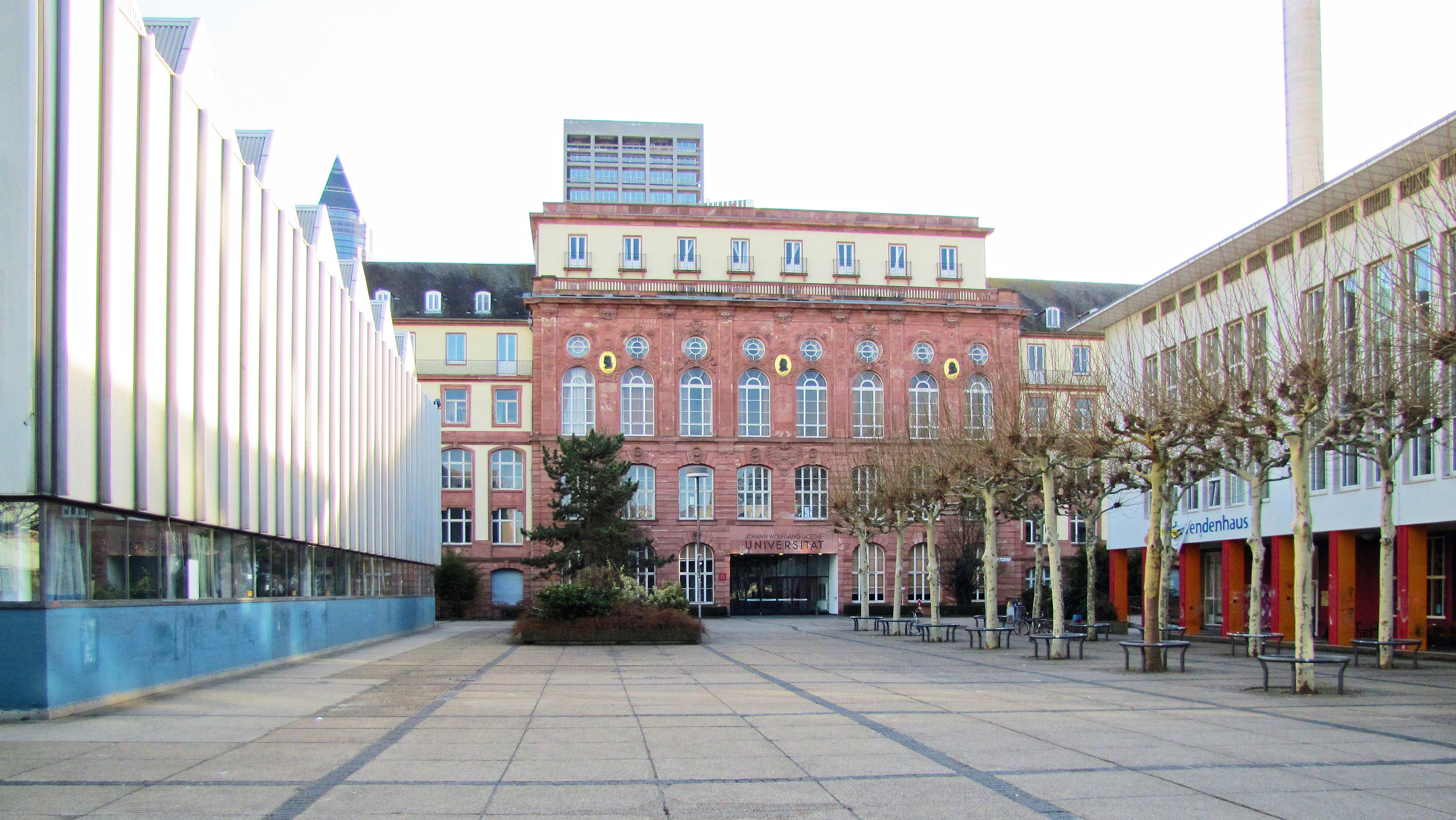
Campus Bockenheim. In der Bildmitte das Jügelhaus mit Haupteingang

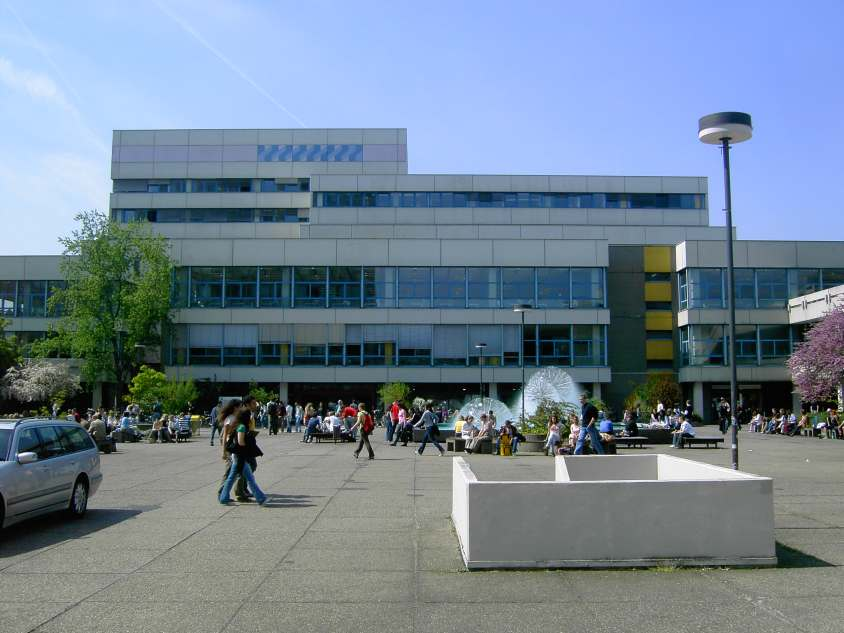
Sozialzentrum mit Neuer Mensa

Der Uni-Campus Bockenheim der Johann Wolfgang Goethe-Universität liegt an der östlichen Grenze des Stadtteils Bockenheim der Stadt Frankfurt am Main. Er gehört trotz seiner Bezeichnung zum größten Teil nicht zu diesem Stadtteil, sondern zum Frankfurter Westend. Ab 1914 diente er für rund 100 Jahre als Hauptcampus der Goethe-Universität und befindet sich derzeit in Auflösung. Geplant ist der Umzug aller gesellschafts- und geisteswissenschaftlichen Institute auf den Campus Westend sowie aller mathematisch-naturwissenschaftlichen Institute auf den Campus Riedberg. Danach soll der Campus Bockenheim zu einem Kulturcampus umgebaut werden. Unter anderem soll auch die Hochschule für Musik und Darstellende Kunst dort angesiedelt werden.

## Baugeschichte
Die Baugeschichte der Goethe-Universität ist grob in drei Abschnitte zu unterteilen. Erstens die Zeit nach der Gründung bis zum Ende des Zweiten Weltkrieges. Zweitens die Nachkriegszeit mit dem Baudirektor Ferdinand Kramer. Drittens die Zeit bis zum Umzug eines Teils der Universität in das I.G.-Farben-Haus.
Vor der Würdigung der einzelnen Bauabschnitte und Gebäude ist die Situierung der Universität zwischen dem Frankfurter Westend und Bockenheim zu betonen und der sich über die Jahrzehnte einstellende Wandel von einer Universität auf einem Grundstück (dazu noch die Universitätsklinik in Niederrad) zu einer auf bis zu vier, zum Teil weit voneinander entfernte, Standorte verteilten Universität, die nach Erwerb des I.G.-Farben-Hauses zumindest teilweise wieder räumlich zusammenwachsen soll.
Hierfür wurde in einer ersten Ausbaustufe der Campus Westend um mehrere Gebäude (RuW, HoF, Hörsaalgebäude) erweitert, um die vormals am Campus Bockenheim befindlichen Fachbereiche Rechtswissenschaft und Wirtschaftswissenschaften aufnehmen zu können.

### Erster Bauabschnitt: 1912 bis 1945
Die Stiftung verfügte 1912 über ein Startkapital von vierzehn Millionen Mark und war damit die zweitvermögendste Universität im Land. Die Stifter verpflichteten sich zur dauernden Unterhaltung der Universität sowie zur Bereitstellung von Gebäuden bzw. deren Neubau. Die räumliche Versorgung der medizinischen Fakultät verlief offenbar relativ problemlos, für die restlichen Fakultäten auf dem Gelände des Bockenheimer Kerngebiets gestaltete sie sich aber schwieriger. Hauptgebäude wurde das Auditorienhaus der Akademie für Sozial- und Handelswissenschaften, das Jügelhaus, ein historistischer Repräsentationsbau mit Formen des Neobarock.

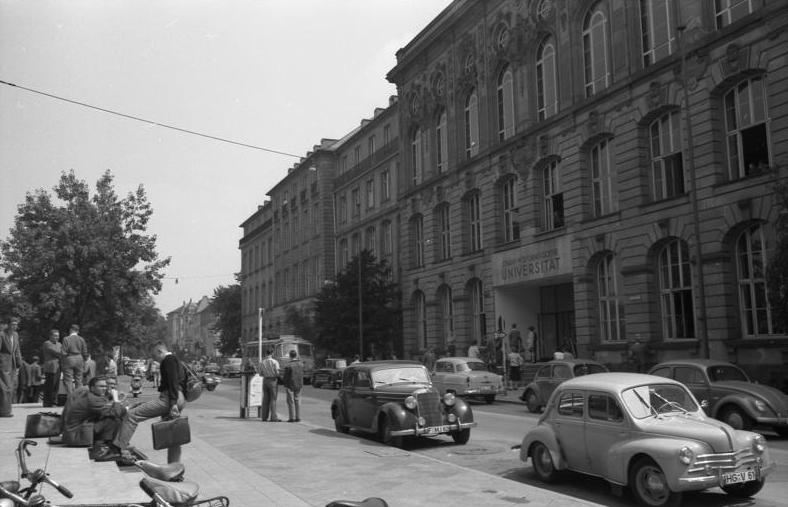
Jügelhaus (1958)

Das zuständige preußische Ministerium bestand auf der Vollständigkeit der räumlichen Ausstattung der Universität zum Zeitpunkt ihrer Eröffnung. Mit einem Provisorium in Form von Pavillons, das ins Gespräch gekommen war, weil die Senckenbergische Naturforschende Gesellschaft keine Erweiterung des Jügelhauses auf ihrem Gelände zulassen wollte, war das Ministerium nicht zufriedenzustellen.
Schließlich erhielt das Jügelhaus einen Anbau in Form eines rechten Winkels, dessen Gelenk einen „Lichthof“ darstellt. Dieser Flügel ist dem Jügelhaus stilistisch weitgehend angeglichen. Das Senckenbergmuseum wurde in westlicher Richtung erweitert; hier fand auch das zoologische Institut sein Domizil. Eine zusätzliche Erweiterung des Museums wurde dann vermutlich wegen des Ersten Weltkriegs nicht durchgeführt. Außerdem wurde am westlichen Ende des damaligen Kettenhofwegs (heute Robert-Mayer-Straße) gegenüber dem Physikalischen Verein mit dem Bau des chemischen Instituts begonnen, das noch während des Kriegs fertiggestellt werden konnte.
Für das Gelände nördlich der heutigen Mertonstraße (damals ein Teil der Jordanstraße) waren weitere Bauten geplant, wobei in der westlichen Jügelstraße, zwischen Bockenheimer Landstraße und etwa dem heutigen Studentenhaus, noch Wohngebäude standen, die zum Teil erst für den Bau des „Sozialzentrum“ genannten brutalistischen Betonbaus von Architekt Heinrich Nitschke Ende der 1960er Jahre abgerissen wurden.
Die Universität konnte im Herbst 1914 eröffnet werden, sie war für etwa 1500 bis 2000 Studenten geplant. Bereits 1917 geriet die Stiftung in finanzielle Not, zumal man in patriotischer Aufwallung einen nicht unwesentlichen Teil des Stiftungsvermögens in Kriegsanleihen gesteckt hatte. Allerdings waren auch deutlich mehr Lehrstühle eingerichtet worden als anfangs geplant; ebenso wurden die Kostenvoranschläge für die Bauten nicht immer eingehalten.
Der Gedanke der Stiftungsuniversität wurde schnell aufgegeben und im März 1919 mit der Bitte um Übernahme der Universität durch den Staat Preußen an den preußischen Kultusminister herangetreten. Der Finanzausschuss des Kuratoriums der Goethe-Universität sah nach eigenen Worten „keinen anderen Ausweg“ mehr. Das Ministerium lehnte dieses Ansinnen jedoch ab und appellierte an den Frankfurter Bürgersinn, worauf das Kuratorium sich an den Magistrat wandte, der den städtischen Zuschuss mit der Auflage erhöhte, dass auch Preußen ausreichende Mittel zur Verfügung zu stellen habe. Zu den Forderungen des Magistrats – die sich der preußische Staat dann zu eigen machte – gehörte auch die Einrichtung einer „Arbeiterakademie“, die am 2. Mai 1921 eröffnet wurde.
Da die finanzielle Ausstattung der Universität Neubauten nicht zuließ, wurden im Laufe der 1920er Jahre im Jügelhaus verschiedene Umbauten durchgeführt, mit dem Ziel, Flure und Plätze in Arbeitsräume zu verwandeln. Das Ergebnis dieser Bemühungen lässt sich – vor allem im Anbau und im ehemaligen botanischen Institut – noch heute betrachten. Eine gewisse räumliche Erleichterung für die WISO-Fakultät wurde mit Gründung und Bau des Instituts für Sozialforschung 1924 erreicht. In dessen Gebäude von Architekt Franz Roeckle im Stil des Monumentalexpressionismus entworfen (etwa an der Stelle der 1964 errichteten Mensa, Ecke Senckenberganlage / Bockenheimer Landstraße), wurden einige Institute dieser Fakultät untergebracht. 
Nach Schließung des Instituts und der Vertreibung seiner Gründer und Mitarbeiter durch die Nationalsozialisten wurde es ab 1933 bis zu seiner Zerstörung im Krieg durch die NS-Studentenschaft genutzt.
Die Universität wandte sich an die Öffentlichkeit, um auf ihre Raumnot aufmerksam zu machen. Mittlerweile wurden auch schon diverse Villen und einige Etagen von Wohnhäusern genutzt, verteilt auf beinahe das gesamte Westend bis hin zur Feldberg- und Savignystraße (die Gebäude wurden teilweise bis in die 1990er Jahre durch die Universität genutzt). Es wurden Aufrufe und Denkschriften verfasst, um auf die Dringlichkeit hinzuweisen. Auch fanden umfangreiche Gespräche zwischen dem Rektor der Universität und Oberbürgermeister Ludwig Landmann statt, die Architekten des Neuen Frankfurt planten Universitätsgebäude, doch führte dies alles nicht zu nennenswerten Ergebnissen; der einzige Neubau der Universität blieb das Gebäude des Instituts für Physikalische Chemie an der Robert-Mayer-Straße (westlich des Physikalischen Vereins, im Zweiten Weltkrieg ausgebombt), das durch Spenden aus der Industrie finanziert werden konnte.
Nach dem Regierungsantritt der Nationalsozialisten verringerte sich die Raumnot. Die politische Gleichschaltung und die Vertreibung der als „nicht-arisch“ definierten Teile des Lehrkörpers wie bald darauf auch der Studenten, die Erschwerung des Studiums für Frauen, die Festsetzung der maximalen Studentenzahl und die anfänglichen Bestrebungen zur Auflösung der Frankfurter Universität ließen die Zahl der eingeschriebenen Studenten drastisch zurückgehen (nach etwa 4000 im Jahr 1919 waren es im Sommersemester 1937 noch 1692). Allerdings wurde noch bis in die 1940er Jahre der weitere Ausbau der Universität vor allem auf dem Gelände des heutigen Juridicums (entlang der Senckenberg-Anlage) geplant. Tatsächlich errichtet wurde nur ein Gebäude für das Pharmazeutische Institut an der Robert-Mayer-Straße.

### Zweiter Bauabschnitt: 1945 bis 1964
Die alliierten Fliegerbomben des Zweiten Weltkrieges zerstörten bei den Luftangriffen auf Frankfurt am Main große Teile der Universität. Völlig zerstört wurden (lässt man die Kliniken und medizinischen Institute in Sachsenhausen außer Acht) die Häuser in der Senckenberganlage 12, Senckenberganlage 22, Bockenheimer Landstraße 104 sowie das Gebäude des Instituts für Physikalische Chemie in der Robert-Mayer-Straße 6. Die anderen Gebäude waren größtenteils stark beschädigt, das Jügelhaus hatte kein Dach mehr, auch waren einige Wände eingestürzt. Trotzdem gestatteten die Alliierten die Wiedereröffnung der Universität zum 1. Februar 1946.
Die Selbstverwaltung der Universität rekonstituierte sich – während des Dritten Reiches war sie zumindest stark eingeschränkt worden – und so trat zum 6. Juni 1947 erstmals nach dem Kriege der große Rat zusammen. Ministerialrat Paul Klingelhöfer, der geschäftsführende Vorsitzende des Kuratoriums, das erst im darauffolgenden Jahr erstmals wieder tagte, beschrieb in einer Denkschrift den Zustand der Gebäude und entwarf die Möglichkeiten für einen Wiederaufbau. So griff er auch die Planung der 1920er Jahre wieder auf, an der Stelle des heutigen Juridicums (der Platz war trotz vielfältiger Planungen seit 1914 noch immer unbebaut) ein Zentralbibliotheks-Hochhaus zu errichten. Den Raum zwischen Jügelstraße und Gräfstraße hatte auch er schon den Geisteswissenschaften zugedacht sowie den südlichen Teil des Kerngebietes bis hinab zur Georg-Voigt-Straße den Naturwissenschaften. Das Kuratorium nahm diesen Plan auf seiner Ersten Sitzung am 23. Januar 1948 einstimmig an. Er stellt somit eine der wesentlichen Voraussetzungen für die späteren Planungen Ferdinand Kramers dar.

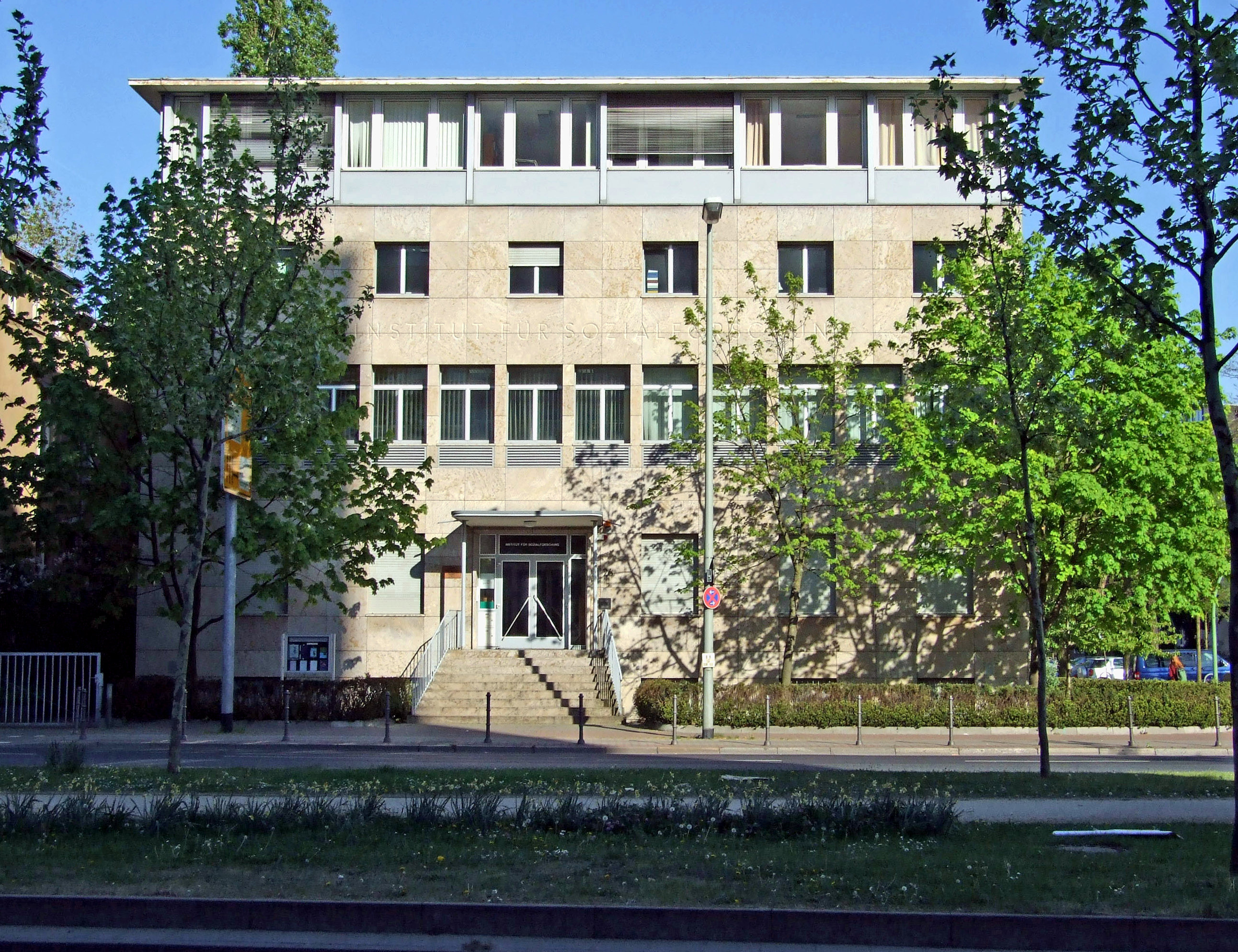
Das 1951 neu errichtete Institut für Sozialforschung

Allein die Wiederherstellung der zerstörten oder beschädigten Gebäude war mit 29 Millionen Mark veranschlagt, was bei einem Wiederaufbau-Etat von jährlich 660.000 (erst Reichs-, dann D-)Mark vorerst außerhalb des Möglichen bleiben musste. So beschränkte man sich fürs Erste auf Provisorien. Wirklich umfassend konnten die Schäden erst zu Beginn der 1950er Jahre behoben werden. Noch im Juli 1952 berichtet die Studentenzeitschrift diskus (mit Bildern) über noch nicht beseitigte Kriegsschäden und zum Teil gefährliche Arbeitsbedingungen an einzelnen Instituten. Das Land Hessen und die Stadt Frankfurt teilten sich zwar die Kosten, wobei aber vonseiten des Landes größte Zurückhaltung geübt worden sein muss, zumal von Landesseite bis Anfang der 1950er Jahre kein großes Interesse bestanden hatte, die Frankfurter Universität überhaupt wieder zu eröffnen; die Universitäten Gießen und Marburg genossen eindeutig Vorrang. So flossen bis 1950 nur 1,3 Millionen Mark. Dies wohl vor allem auf Grund der Tatsache, dass das Land Hessen – anders als bei den anderen Universitäten im Lande, die Landesuniversitäten waren – keine Verpflichtung zur Finanzierung des Wiederaufbaus verspürte. Wieder wurde an den Bürgersinn der Frankfurter appelliert, und es kamen dann einige Spenden zusammen, zum Beispiel eine Million D-Mark vom US-Hochkommissar McCloy für den Bau des Studentenhauses. Eine Frankfurter Bank lieh fünf Millionen D-Mark zu vergünstigten Bedingungen, für die die Stadt bürgte. Erst 1953, Kramer war bereits in Frankfurt, besann sich die hessische Landesregierung und akzeptierte ihre Verpflichtungen aus dem Vertrag von 1923, der dann zur Grundlage für einen neuen Universitätsvertrag wurde, der im Dezember 1953 verabschiedet wurde, und rückwirkend zum 1. April 1952 in Kraft trat. Demnach trugen Stadt und Land wieder jeweils die Hälfte des Uni-Defizits. Außerdem übereignete die Stadt Frankfurt der Universität alle von dieser genutzten Grundstücke, die sich bislang im Besitz der Stadt befunden hatten. Des Weiteren verpflichteten sich Stadt und Land zur Finanzierung von Neubauten und Grundstückskäufen. Beide verpflichteten sich, für die nächsten fünf Jahre jährlich jeweils zwei Millionen DM zu zahlen.

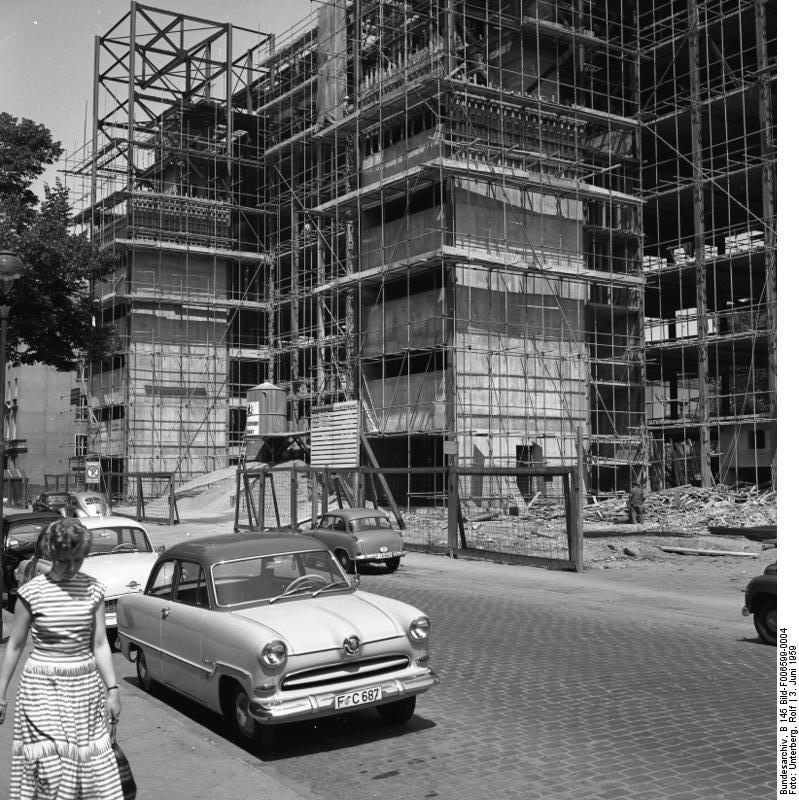
Neubau der philosophischen Fakultät (1958)

Naturgemäß führte dies auch zu einer erheblichen Abhängigkeit der Bauplanungen des Uni-Bauamtes von den finanziellen Zusagen und planerischen Forderungen aus Wiesbaden und deren Wandlungen, was zum Beispiel beim Bau des AfE-Turmes zu einer Bauzeit von zehn Jahren führte.
Mit den Spenden und dem Fünf-Millionen-Darlehen konnten einige Bauvorhaben verwirklicht werden. Nach einem Entwurf von Otto Apel wurde das Studentenhaus errichtet, das Rektor Max Horkheimer Anfang 1953 seiner Bestimmung übergab. Träger war eine Stiftung, der neben dem Studentenwerk auch Mitglieder der studentischen Selbstverwaltung angehörten. Dieses Gebäude sollte der Einübung demokratischer Verhaltensweisen dienen und enthielt deswegen eine große Zahl von Räumen für den Allgemeinen Studierendenausschuss (AStA) und andere studentische Organisationen sowie eine studentische Bibliothek (die später in den Besitz der Unibibliothek überging) und diverse Lese- und Ruheräume. In den Räumen des heutigen Cafés befand sich ein Teil der Mensa (ein anderer Teil verblieb im Keller des Jügelhauses), die sich bald als immer noch zu klein herausstellte. Der Entwurf, der im Rahmen eines Wettbewerbs vorgelegt worden war, wurde wegen seiner großen Fensterflächen als „Gewächshaus“ bezeichnet. In der Studierendezeitung diskus wurde das Gebäude so beschrieben:

„Den Preis trug der Entwurf zum ‚Gewächshaus‘ davon. Aber es war nur ein Pyrrhussieg, und die Sieger verloren nicht nur an Fensterbreite, – in solchem Maß, daß künftig nur sehr schmalbrüstige Studiosi einer hübschen Kommilitonin auf der Straße nachschauen können, (…) weil die Mittelfenster nicht zum Öffnen gemacht sind, nur die engen seitlichen – fast möchte man fürchten, hier haben Manierismus und Moral ein geheimes Abkommen miteinander gehabt. – Nein, es ist mehr verloren gegangen, zumal vor einer opponierenden Geschmacksrichtung, die irrtümlich das Hauptgebäude für ein Kunstdenkmal hielt und ihre Forderung einbrachte, der neue Bau solle sich dessen Stil anpassen. Vor einem Steildach hat uns die Zähigkeit des Architekten noch bewahren können. Daß es überhaupt noch ein schräges Dach ist, mag ein Triumph des Prinzips sein, wenn auch ein Unsichtbarer. Aber diesem Triumph ist ein unverwendbares Dachgeschoß anzurechnen (1.670 m²) und vor allem der Verlust einer vielleicht lästerlichen, und doch so entzückenden und sogar praktischen Möglichkeit – eines Dachgartens nämlich. Anscheinend ist er nie erwogen worden.“

Ebenfalls noch vor Kramers Ruf nach Frankfurt entstand das Gebäude des Physikalisch-Chemischen Instituts (heute Fachbereich Informatik). Auch die Finanzierung des neuen Hauptportals sowie das Amerika-Institut, das bis April 2013 vom Institut für vergleichende Irrelevanz genutzt wurde, waren schon vor Abschluss des Uni-Vertrages finanziert.
1952 wurde der Architekt und Designer Ferdinand Kramer von Rektor Horkheimer nach Frankfurt gerufen. Er war von 1952 bis 1964 Baudirektor an der Universität; dort entwickelte er 1953 zusammen mit dem damaligen Kurator Friedrich Rau einen Generalbebauungsplan, der bis in die beginnenden 1960er Jahre immer wieder veränderten Rahmenbedingungen und Prioritäten von Universität und Stadt, die damals Trägerin der Universität war, angepasst wurde. Dabei galt es mit einem Minimum an Mitteln möglichst effizient zu bauen. Aus ästhetischen Überzeugungen und wegen knapper Mittel verzichtete Kramer auf jegliche Form der Repräsentation. Er hat das Bild der Frankfurter Universität nachhaltig geprägt – im Sinne eines aus der klassischen Moderne des Neuen Frankfurt und aus den Ideen eines Ludwig Mies van der Rohe gespeisten Funktionalismus. Dabei sollten seine Bauten

„leicht erweiterungsfähig sein; die Installation teils auswechselbar, teils so beschaffen, dass auch vorläufig noch unerprobte Bedingungen einzurichten sind; es muss von vornherein eine beträchtliche Grundstücksreserve bereitstehen – nicht zuletzt deshalb, weil mit einer noch viel weitgehenderen Abkehr vom Vorlesungsbetrieb zugunsten der praktischen Übung in Institutsräumen zu rechnen ist.“

Die Realität sah freilich oft anders aus. Die Stadt unterließ den Ankauf nötiger Grundstücke. Kramers Nachfolger Heinrich Nitschke sah sich weiter rasant steigenden Studentenzahlen gegenüber, bei stagnierenden Budgets. Erst 1967 übernahm das Land die Finanzierung der Universität. Die Diskussion, ob, wo und wie die Universität künftig zu erweitern sei (ins Gespräch brachte Kramer die Ginnheimer Höhe, später wurden der Rebstock und Niederursel als Standort einer neuen Gesamthochschule diskutiert) führte zu wenig konkreten Ergebnissen.

### Dritter Bauabschnitt: 1964 bis 2000

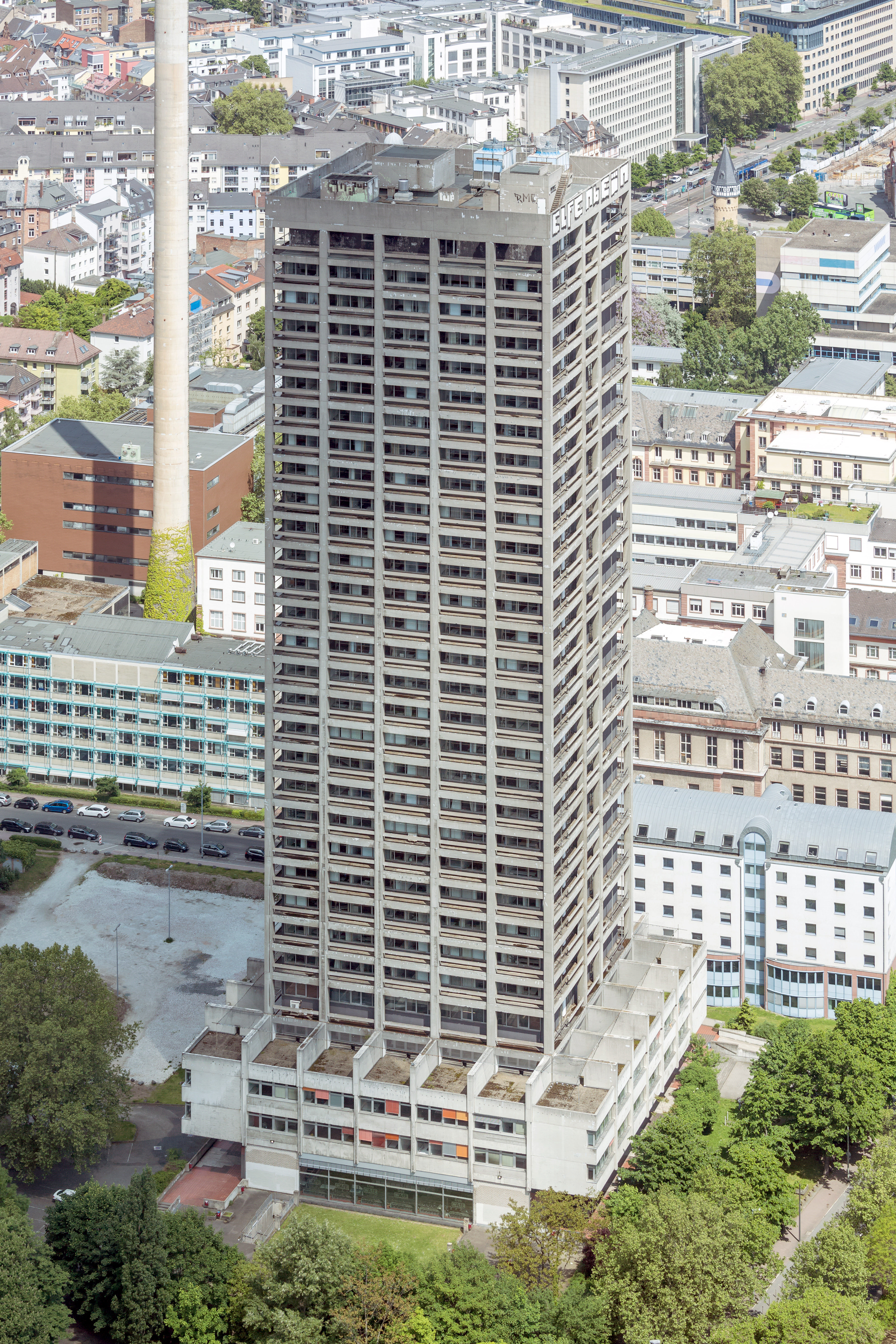
Campus Bockenheim: AfE-Turm

Nach Kramers Pensionierung 1964 wurden bis zur Mitte der 70er Jahre einige sehr einschneidende bauliche Maßnahmen getroffen, von denen das Bild des Bockenheimer Kerngebietes der Universität erheblich verändert wurde. Praktisch gleichzeitig mit Kramers Pensionierung begannen Planung und Bau des sogenannten AfE-Turmes. Der Bau war nötig geworden, nachdem 1961 die Hochschule für Erziehung der Universität angegliedert worden war und sich die alte Bettinaschule auch als Provisorium als völlig unzureichend herausstellte.
Die Nordseite des Turms, der kurzzeitig das höchste Gebäude Frankfurts war, beherbergte neben der Bibliothek der Sozialwissenschaften ausschließlich Seminarräume mit anderthalbfacher Etagenhöhe. Die Südseite bestand aus Büros in einfacher Etagenhöhe. Nach dem Bau wurde in der obersten Etage eine Cafeteria eingerichtet, die aber mangels Zuspruch wieder geschlossen wurde (diese Etage war nicht mit allen Aufzügen zu erreichen und galt wegen der guten Aussicht in alle Richtungen als – schwer auffindbarer – Geheimtipp). Aufgrund der hohen Nutzungszahlen wurde die Vertikalerschließung mittels Treppenhäusern und Aufzügen zum Engpass, der die Funktionalität des Turmes stark einschränkte.
Das den Campus zur Stadt hin abriegelnde Juridicum wurde 1970 bezogen. Sein wesentlicher baulicher Vorzug – neben dem Raumgewinn natürlich – ist wohl die Abschirmung des Verkehrslärmes von der Senckenberganlage. Die Finanzierung erfolgte bereits weitestgehend aus Landesmitteln, da die Goethe-Universität am 1. Januar 1967 Landesuniversität wurde. In die Zeit nach der sogenannten Studentenrevolte fiel der Bau des Sozialzentrums, auch „Neue Mensa“ genannt. Das Gebäude riegelt den Campus von der Bockenheimer Landstraße ab und beherbergt die Mensa, Seminarräume und in den oberen Etagen Büros von Uni-Verwaltung und Studentenwerk.
Bereits zu Kramers Zeiten war die Verlagerung der naturwissenschaftlichen Disziplinen nach Niederursel geplant, 1972 wurden dort die Neubauten der chemischen Institute bezogen, die 1984 erweitert wurden. In den 1990ern folgten auch Teile der Biowissenschaften. Mit der Aufgabe des Campus Bockenheim werden alle naturwissenschaftlichen sowie die Fachbereiche Mathematik und Informatik auf der nun Campus Riedberg genannten Fläche in Niederursel angesiedelt sein.
Während der 1980er und 1990er Jahre wurden die Bauten der Universität vernachlässigt und machen heute einen zunehmend verwahrlosten Eindruck. Zwar wurde das große Bauvorhaben der Verlagerung der Naturwissenschaften nach Niederursel weitgehend abgeschlossen, ansonsten wurde seitlich vom AfE-Turm ein postmoderner Bau errichtet, der einige kleinere Institute aus den Villen des Westends aufnahm. Ein Architektenwettbewerb für das Kerngebiet wurde 1988 und in der Überarbeitung der beiden siegreichen Entwürfe 1989 präsentiert. Oswald Mathias Ungers erhielt einen 1. Preis für seinen Entwurf zum weitgehenden Erhalt der Kramer-Bauten und zur Erweiterung des Kerngebiets nach Norden mit einer Verdoppelung des Kramerschen Bibliothekskubus. Abgesehen von Veröffentlichungen in der Fach- und Tagespresse blieb der Wettbewerb folgenlos.
Um das Jahr 2000 herum wurden einige der Bauten Ferdinand Kramers unter Denkmalschutz gestellt, hervorzuheben ist die pflegliche, beispielhafte Sanierung des Gebäudes der ehemaligen Pharmazie in der Georg-Voigt-Straße im Jahr 2012/13 für das Forschungszentrum Biodiversität und Klima der Senckenbergischen Naturforschenden Gesellschaft. Die Sanierung erhielt eine Anerkennung beim Deutschen Architekturpreis 2015. Das Philosophicum in der Gräfstraße wurde nach Plänen der Architekten Stefan Forster auf seine Struktur zurückgebaut und um einen Anbau erweitert. Es dient jetzt als privates Studierendenwohnheim.

## Gebäude

### Jügelhaus

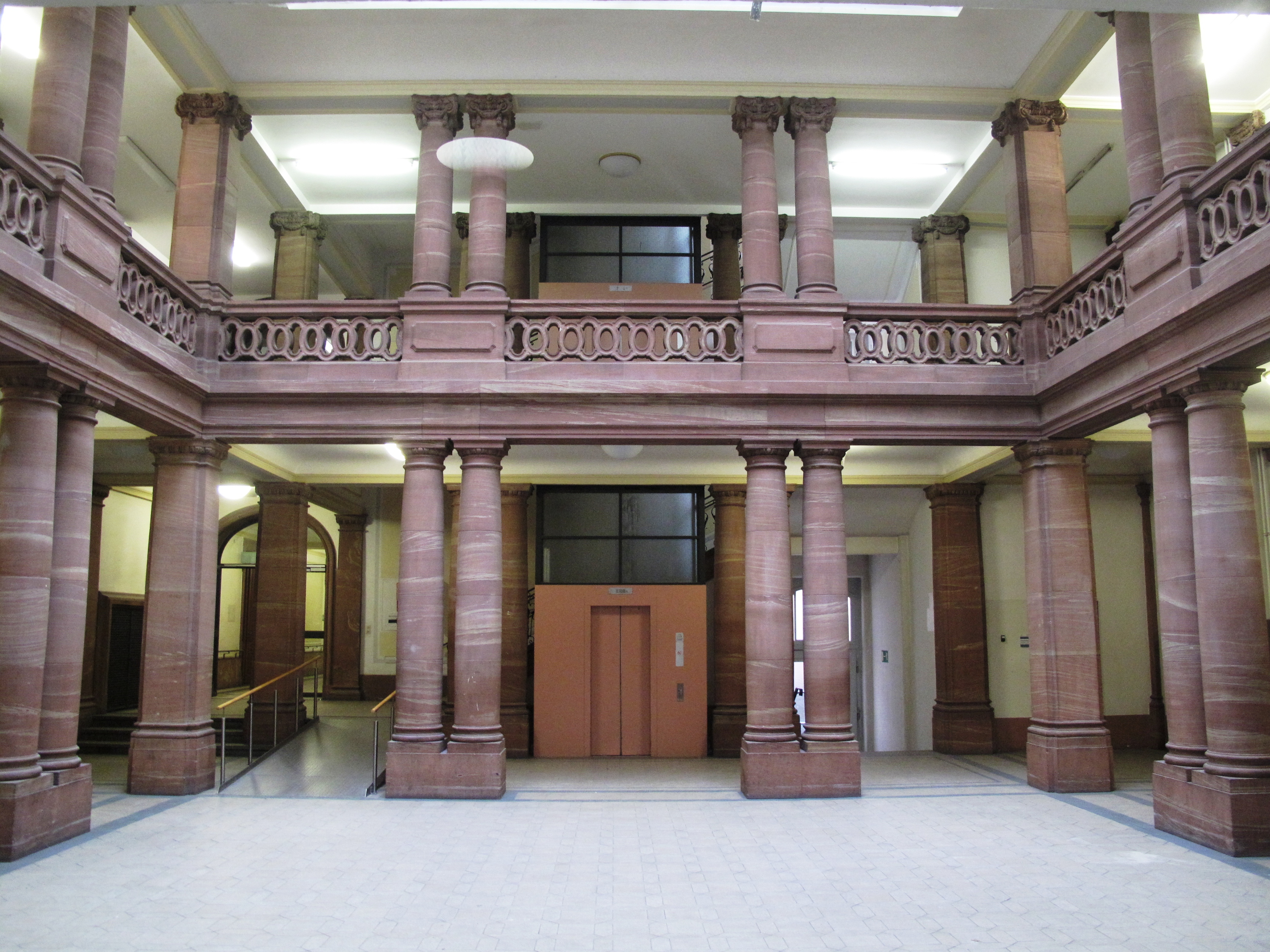
Eingangshalle des Jügelhauses

Das neobarocke Hauptgebäude der Universität, das Jügelhaus (nach dem Stifter Carl Christian Jügel), wurde 1906 im Zusammenhang mit dem sich südlich anschließenden Senckenbergischen Baukomplex als „Akademie für Sozial- und Handelswissenschaften“ nach Plänen von L. Neher errichtet. Die Sandsteinfassade des Jügelhauses lehnt sich formal an den Mittelbau des Mannheimer Schlosses an. Seit 2012 gehört das Jügelhaus der Senckenberg Gesellschaft für Naturforschung, die es seit 2014 umbaut. Im Anschluss an die Bauarbeiten wird es das geologische Zentrallabor und die Zentralbibliothek der Gesellschaft beherbergen. Außerdem soll ein Tagungszentrum eingerichtet werden.

### AfE-Turm
Der 116 Meter hohe AfE-Turm wurde ab 1972 im brutalistischen Baustil als Sitz der Erziehungswissenschaften errichtet und war zu dieser Zeit das höchste Gebäude der Stadt. Zum Ende des Wintersemester 2012/2013 zogen die einzelnen Abteilungen des Turms auf den Campus Westend. Der Turm wurde Ende März 2013 komplett geschlossen. Nach Abschluss der am 8. Juli 2013 begonnenen Entkernung wurde der Turm am 2. Februar 2014 gesprengt, um Platz für das Wohn- und Hotelgebäude One Forty West zu machen. Der AfE-Turm war das höchste Gebäude, das bisher in Europa gesprengt wurde.

### Mensabauten
Die ursprünglich 1962 vom Architekt Ferdinand Kramer konzipierte zweigeschossige Mensa mit zwei großen Selbstbedienungsbereichen im Erd- und Obergeschoss sowie einer Milchbar im Erdgeschoss und einem Restaurantbetrieb mit Service im Obergeschoss für Professoren und wissenschaftliche Mitarbeiter wurde ab den 1980er Jahren als „Labsaal“ bezeichnet. Durch starken Zustrom an Studenten musste die Konzeption geändert werden, weswegen der Labsaal um einen Neubau erweitert wurde (das heutige Sozialzentrum). Etwa im Jahre 2002 kam es zur Schließung der gesamten Mensa. Die Speisesäle in der Neuen Mensa wurden mit der Verlagerung der Mitarbeiter und Studenten angepasst und im Jahr 2013 geschlossen. Die Cafeteria in der Neuen Mensa im Erdgeschoss ist weiterhin geöffnet. Der Labsaal wird seit Januar 2016 als Unterkunft für Asylbewerber genutzt. Nach Renovierungsarbeiten 2017 können bis zu 120 Personen untergebracht werden. Die Fassade wurde von den Künstlern Justus Becker und Oğuz Şen zusammen mit Jugendlichen und ehemaligen Bewohnern bemalt. Das Kunstwerk nimmt Bezug auf das Thema Flucht in Vergangenheit und Gegenwart.

### Studierendenhaus
Zwischen dem Jügelhaus, dem Juridicum und dem Sozialzentrum liegt das Studierendenhaus. Es wurde 1953 gebaut und wird seitdem von der verfassten Studierendenschaft verwaltet. Das Haus beherbergt die Räumlichkeiten des AStA der Goethe-Uni, das Café KoZ (kurz für „Kommunikationszentrum“), eine Kindertagesstätte sowie einen etwa 400 m² großen Festsaal, in dem regelmäßig Filmvorführungen des Pupille-Kinos und verschiedene kulturelle Veranstaltungen stattfinden. Im Hintereingang geht es zu Wohnungen für Studenten. Das Gebäude wurde um 1995 renoviert.

## Skulpturen

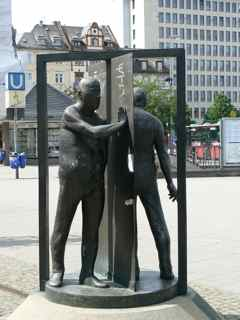
„Mann in Drehtür“ (Waldemar Otto, 1986)

Seit 1986 läuft der Mann in Drehtür schon im Kreis zwischen der Sozialstation Campus Bockenheim und der Bockenheimer Warte. Der Worpsweder Künstler Waldemar Otto gilt als bedeutendster Protagonist einer figurativen Plastik.
Den ersten Pusteblumen-Brunnen entwarf der australische Brunnenbau-Künstler Robert Woodward 1959. Seit 1961 steht er als El Alamein Fountain auf der King’s Cross in Sydney. Weltweit haben sich diese Pusteblumen-Brunnen in verschiedenen europäischen und amerikanischen Städten verbreitet, sowie auch in Damaskus, Aleppo und Saratow an der Wolga. In Deutschland findet man sie unter anderem in Stuttgart, Limburg an der Lahn, Bad Dürrheim und Dresden (dort von Leoni Wirth). Der Bockenheimer Pusteblumen-Brunnen wurde 1982 auf Anregung des ehem. Uni-Präsidenten Kelm einzig durch Universitätsmitarbeiter erschaffen. Mit dem Umzug der ersten Fachbereiche wurden auch die Stahlblumen auf den Campus Westend verlegt.
Das Mobile Four Rectangles Oblique IV wurde 1984 von George Rickey (1907–2002) auf dem Campus Bockenheim aufgestellt. Der US-amerikanische Bildhauer war einer der wichtigsten Vertreter der Kinetischen Kunst. Er entwarf ein Mobile als eine Metallskulptur mit vier Elementen, die schon durch geringe Luftströme in Bewegung geraten. Vom ehemaligen Standort vor dem Juridicum auf dem Campus Bockenheim wurde die Skulptur im Mai 2013 auf den Campus Riedberg versetzt.

## Zukünftige Entwicklung
Es war geplant, im Jahr 2023 den Standort Bockenheim mit Ausnahme der Universitätsbibliothek vollständig aufzulösen. Der Umzug vom Campus Bockenheim zum Campus Westend und Campus Riedberg folgt den Baufortschritten. Neue Bebauungspläne für den alten Campus werden derzeit erarbeitet und lebhaft diskutiert. Vorgeschlagen wurde insbesondere ein „Kulturcampus Bockenheim“ mit einem Neubau der Frankfurter Musikhochschule und hochwertigem Wohnraum auf dem heutigen Campusgelände, was Anlass zu der Befürchtung bot, es könne durch Gentrifizierung zu einer Verdrängung der heutigen Bewohner des Stadtteils kommen. Das höhere Mietenniveau werde sich auch auf den umgebenden Wohnungsbestand auswirken und diesen allgemein verteuern.
Am 23. August 2011 wurde das Gelände des Campus Bockenheim vom Land Hessen an die stadteigene ABG Frankfurt Holding verkauft. Dem war die Unterzeichnung eines Letter of Intent zwischen der Stadt Frankfurt und der Holding vorausgegangen, dem zufolge der Abriss der denkmalgeschützten Gebäude Philosophicum, Studierendenhaus und Studentenwohnheim ins Auge gefasst werde. In diesen Gebäuden sollte ein „experimentelles Wohnen“ ermöglicht werden. Es sei aber aus wirtschaftlichen Gründen günstiger, hierzu Neubauten zu errichten. Die Pläne zum Abriss wurden von Mitgliedern der Frankfurter Stadtverordnetenversammlung und den örtlichen Bürgerinitiativen Initiative Zukunft Bockenheim, Offenes Haus der Kulturen und Ratschlag Campus Bockenheim kritisiert.
Mit dem ersten Spatenstich für die neuen Gebäude auf dem Campus Westend und nach dem Auszug der Studenten begannen 2017 die Abrissarbeiten auf dem Campus Bockenheim nach der offiziellen Übergabe an die AGB Holding. Nach dem bereits 2011 abgeschlossenen Kauf soll der Campus Bockenheim einem Kulturcampus weichen. 
Im Jahr 2022 zog der Fachbereich 09, Sprach- und Kulturwissenschaften (SKW), auf den Campus Westend in ein neu errichtetes Gebäude. Die auf dem Campus Bockenheim verbleibenden Nutzer des dortigen Juridicums sollen in die renovierte und auf den aktuellsten Stand der Technik gebrachte Neue Mensa umziehen. Als letzter Fachbereich verbleibt der Fachbereich 12, Informatik und Mathematik bis zur Fertigstellung des Neubaues am Campus Riedberg auf dem Campus Bockenheim. Der Spatenstich für den Neubau der Informatik und Mathematik fand am 28. September 2023 statt, die Fertigstellung der Gebäude ist geplant für Juni 2026.